# Plectocomia himalayana
Espèce
Synonymes
- Plectocomia andersonii  W.Bull
- Plectocomia montana  Hook.f. & Thomson
- Plectocomia montana  Griff. ex T.Anderson

Plectocomia himalayana  est une espèce de plante à fleurs de la famille des Arecaceae (Palmiers). La première description scientifique de cette espèce a été faite par William Griffith  botaniste, médecin et naturaliste Britannique, en 1845.

## Description, habitat
C’est une espèce de rotin dominante dans les forêts des collines moyennes et supérieures (1500 - 2500 m d'altitude) de l'Himalaya oriental. L’aire de répartition naturelle de ce palmier-liane s’étend du Népal au Yunnan (sud-ouest de la  Chine). C’est un bon grimpeur qui pousse principalement dans le biome subtropical.
Ce palmier à port lianescent pousse jusqu'au sommet d'arbres de 20 à 30 m de haut, pouvant être recouverts de neige et subissant des gelées chaque année. Provenant du nord-est de l'Inde, c'est un palmier intéressant pour des essais de plantation en métropole. Ce rotin de l'Himalaya a des feuilles élégamment arquées vert clair, chacune équipée d'une longue cirrhe qui lui sert de grappin pour grimper, des folioles ovales et des stipes assez fins et cespiteux.

## Galerie

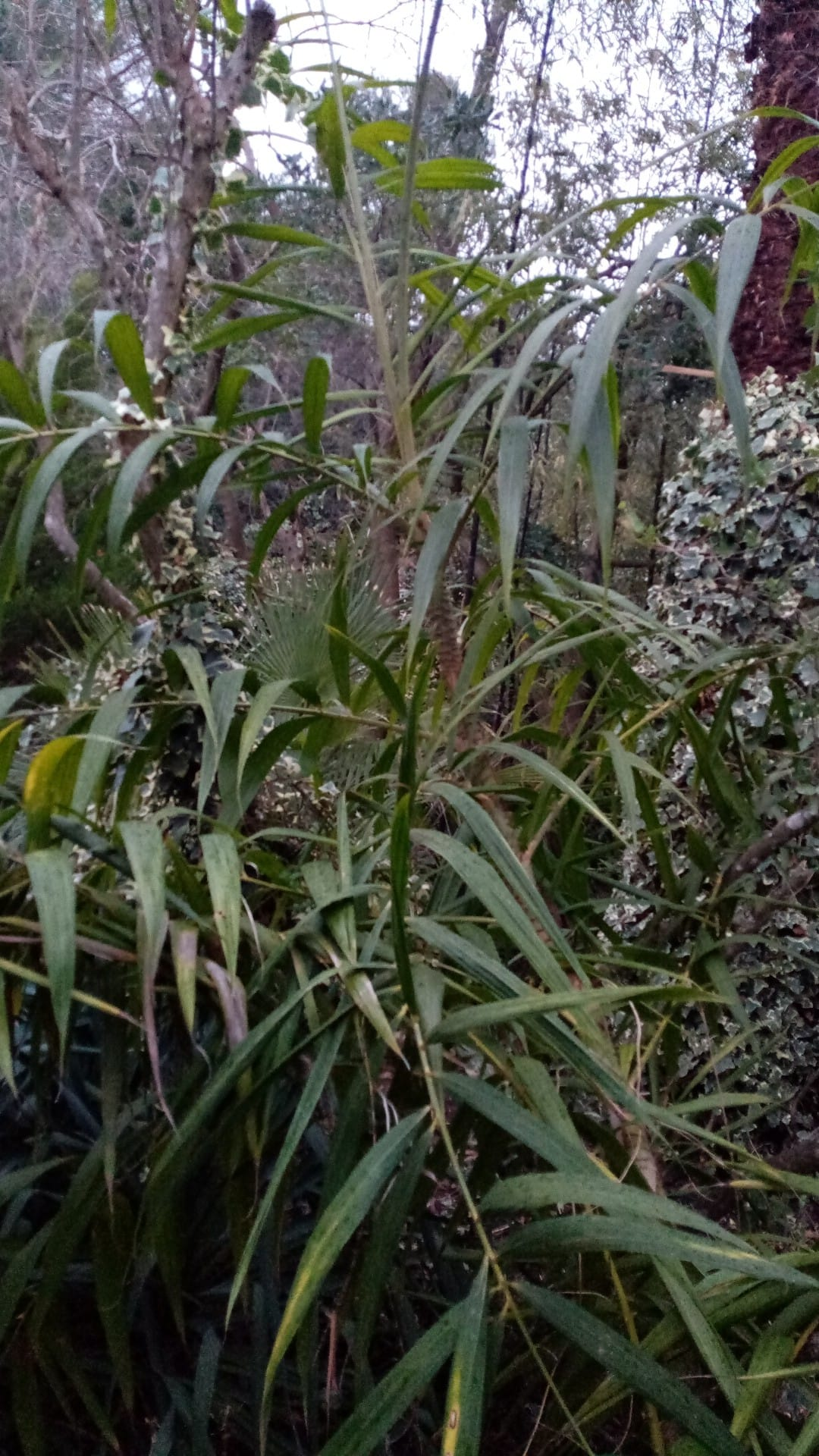
Plectocomia himalayana à Carqueiranne
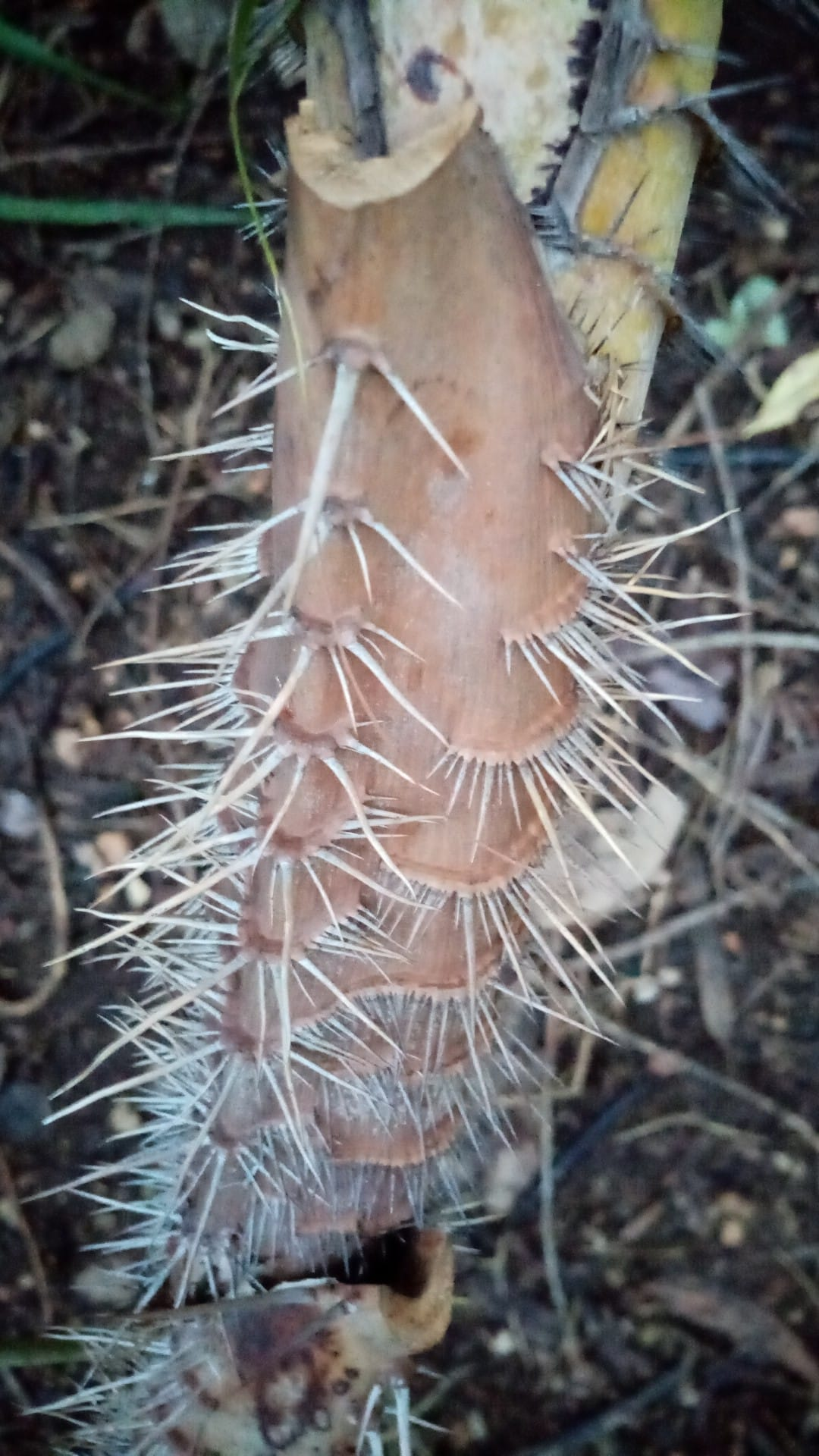
Plectocomia himalayana à Carqueiranne dans le Var
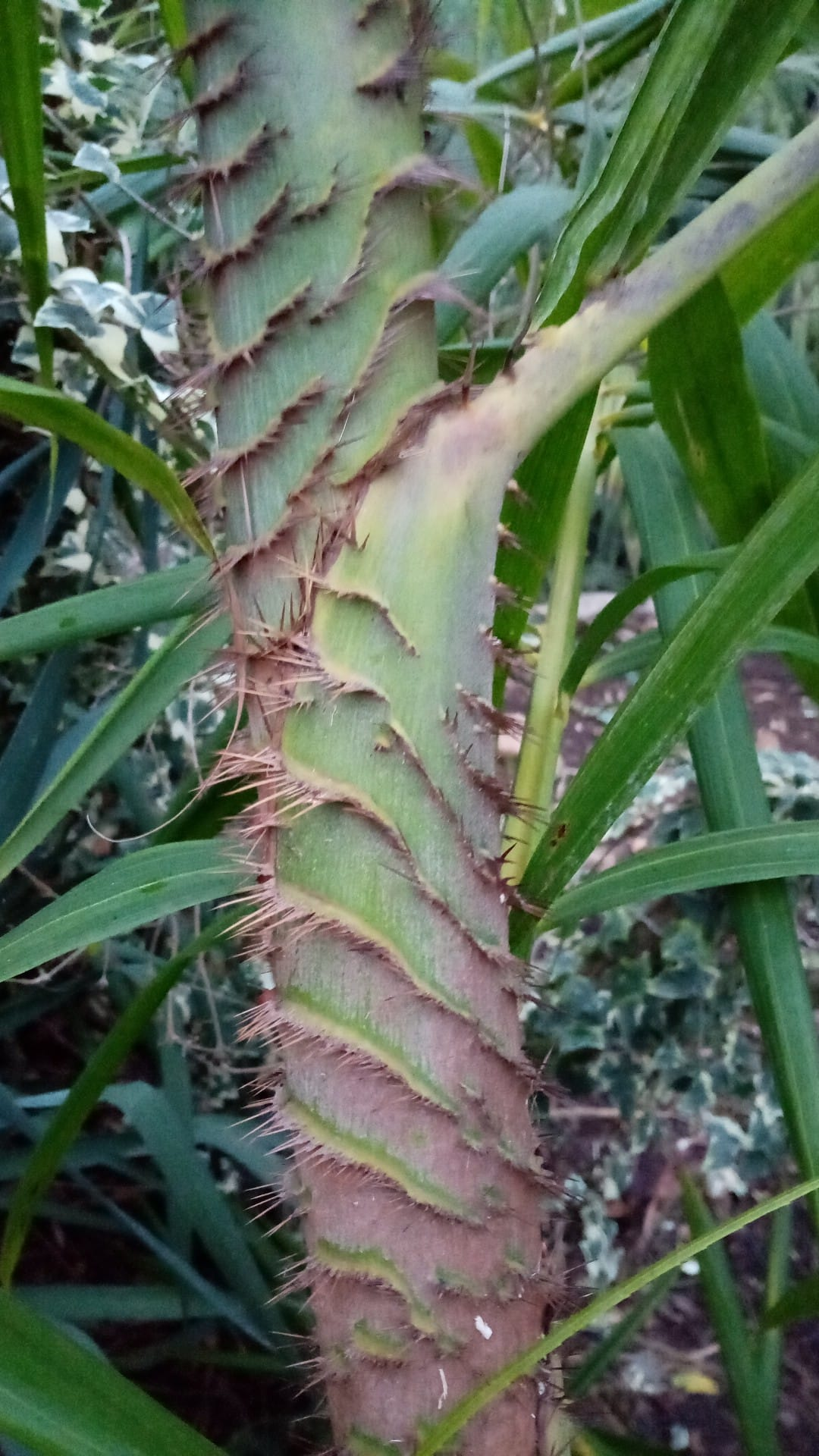
Plectocomia himalayana : détail du stripe
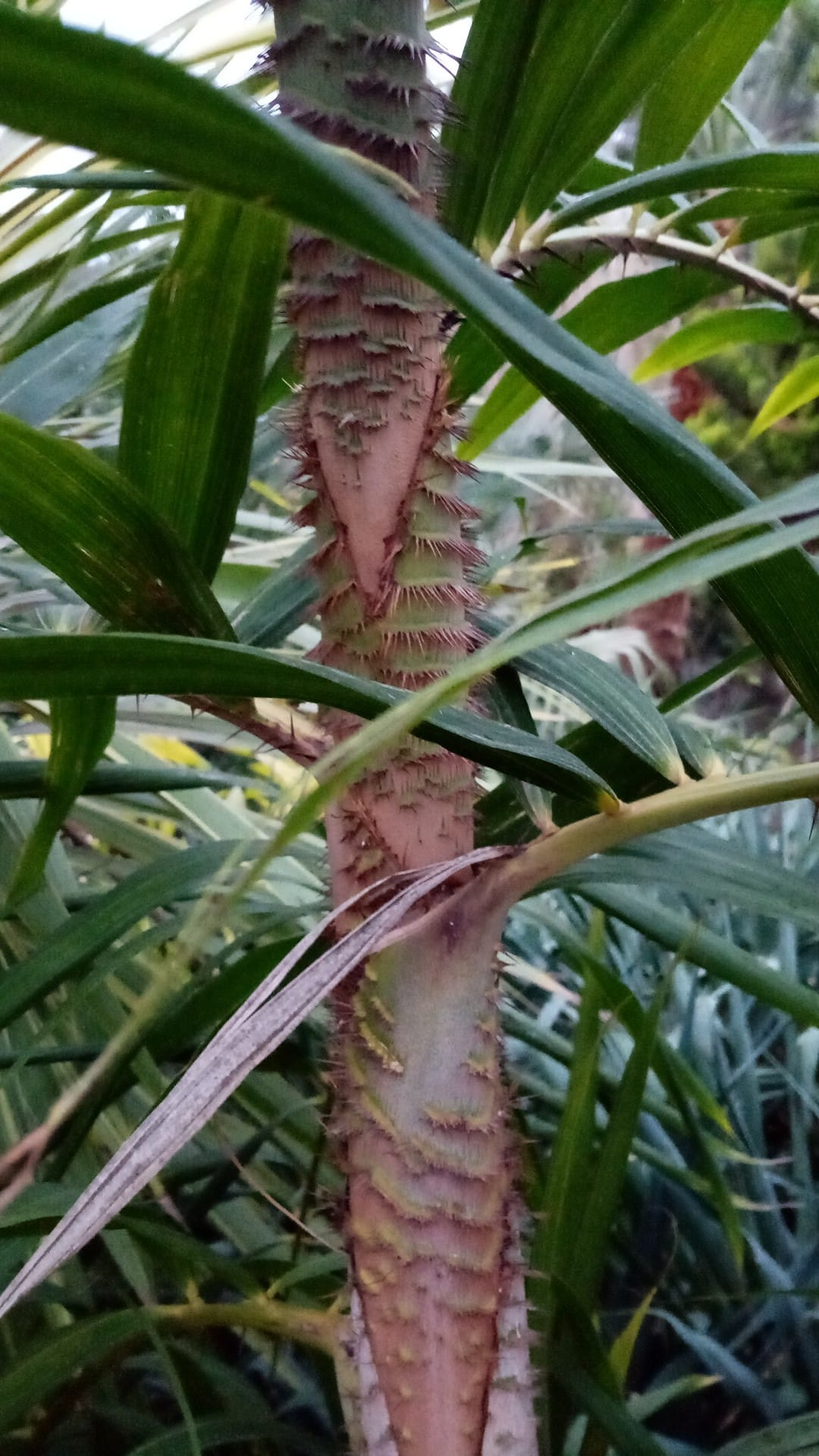
Plectocomia himalayana : stipe